# Lista de municípios de Sergipe por população

Sergipe é dividido em 75 municípios.

Esta lista de municípios de Sergipe por população com data de referência em 1º de agosto de 2022, está baseada no Censo 2022 publicado pelo IBGE.
Sergipe é uma das 27 unidades federativas do Brasil e é dividida em 75 municípios. O território sergipano equivale a 0,26% do brasileiro e com mais de 2,20 milhões habitantes (1,09% da população brasileira), o estado possui a vigésima sexta maior área territorial e o vigésimo segundo contingente populacional dentre os estados do Brasil.
A cidade mais populosa de Sergipe é Aracaju, a capital estadual, com mais de 602 mil habitantes. Em seguida, Nossa Senhora do Socorro com aproximadamente 193 mil habitantes.

## Municípios

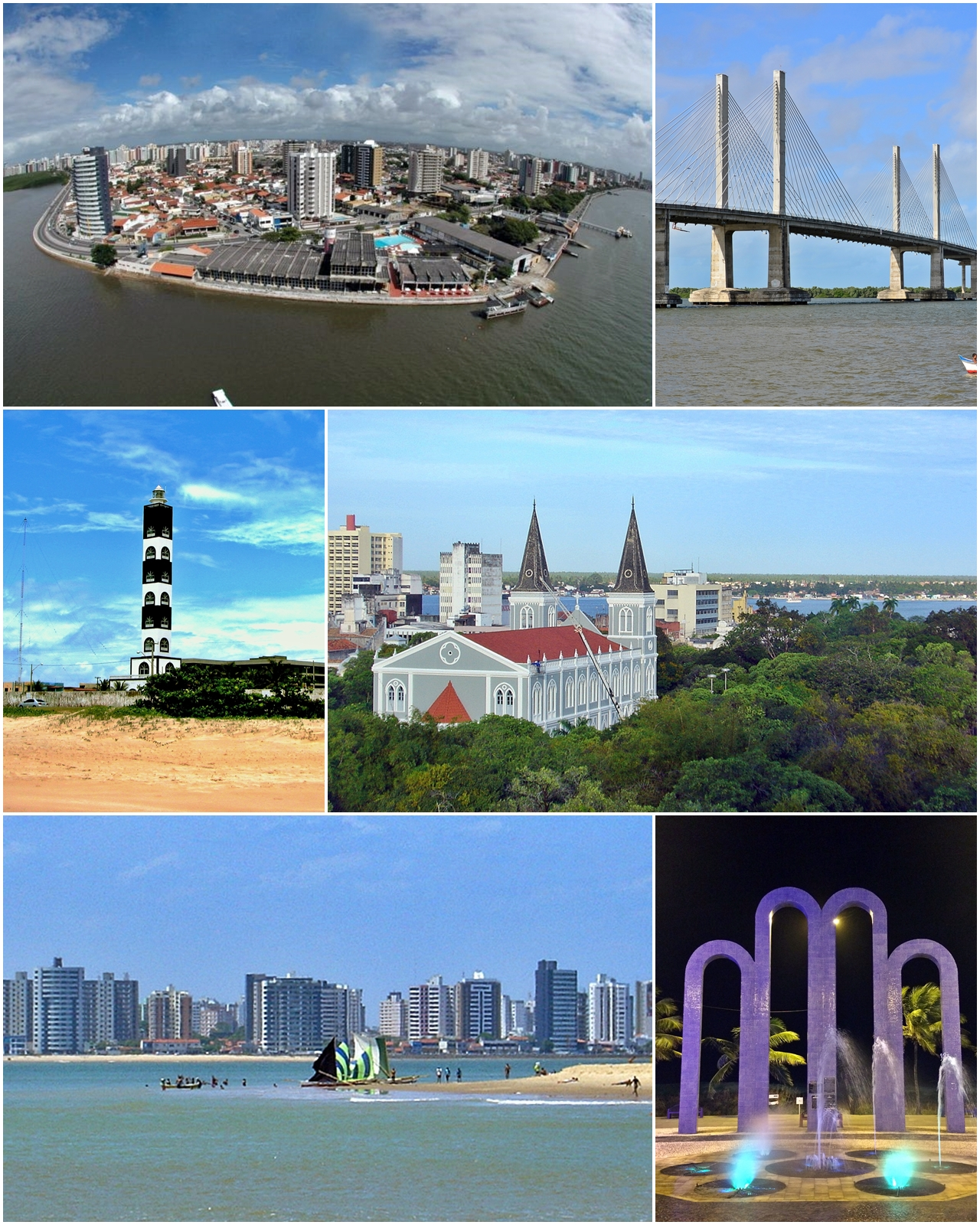
Aracaju é a capital do estado e o município mais populoso.

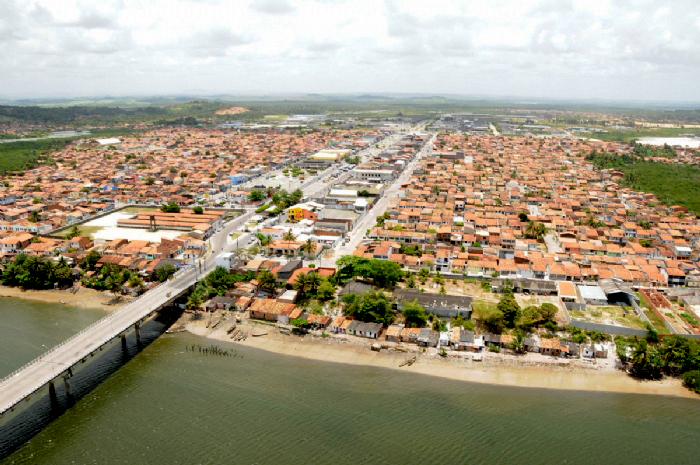
Nossa Senhora do Socorro é o segundo município mais populoso do estado.

| Pos.                        | Município                  | População                  |
| Mais de 500.000 habitantes  | Mais de 500.000 habitantes | Mais de 500.000 habitantes |
| --------------------------- | -------------------------- | -------------------------- |
| 1                           | Aracaju                    | 602 757                    |
| Menos de 200.000 habitantes |                            |                            |
| 2                           | Nossa Senhora do Socorro   | 192 330                    |
| 3                           | Itabaiana                  | 103 439                    |
| 4                           | Lagarto                    | 101 579                    |
| Menos de 100.000 habitantes |                            |                            |
| 5                           | São Cristóvão              | 95 612                     |
| 6                           | Estância                   | 65 078                     |
| 7                           | Tobias Barreto             | 50 905                     |
| Menos de 50.000 habitantes  |                            |                            |
| 8                           | Simão Dias                 | 42 578                     |
| 9                           | Barra dos Coqueiros        | 41 511                     |
| 10                          | Nossa Senhora da Glória    | 41 202                     |
| 11                          | Itabaianinha               | 40 678                     |
| 12                          | Itaporanga d'Ajuda         | 34 411                     |
| 13                          | Poço Redondo               | 33 439                     |
| 14                          | Capela                     | 31 645                     |
| 15                          | Canindé de São Francisco   | 26 834                     |
| 16                          | Propriá                    | 26 618                     |
| 17                          | Porto da Folha             | 26 576                     |
| 18                          | Nossa Senhora das Dores    | 24 996                     |
| 19                          | Boquim                     | 24 638                     |
| 20                          | Laranjeiras                | 23 975                     |
| 21                          | Umbaúba                    | 23 917                     |
| 22                          | Poço Verde                 | 21 794                     |
| 23                          | Salgado                    | 20 279                     |
| 24                          | Aquidabã                   | 20 131                     |
| Menos de 20.000 habitantes  |                            |                            |
| 25                          | Carira                     | 19 939                     |
| 26                          | Riachão do Dantas          | 18 313                     |
| 27                          | Campo do Brito             | 18 149                     |
| 28                          | Areia Branca               | 18 081                     |
| 29                          | Cristinápolis              | 17 100                     |
| 30                          | Ribeirópolis               | 17 033                     |
| 31                          | Indiaroba                  | 16 549                     |
| 32                          | Neópolis                   | 16 426                     |
| 33                          | Japaratuba                 | 16 209                     |
| 34                          | Maruim                     | 15 719                     |
| 35                          | Frei Paulo                 | 14 530                     |
| 36                          | Monte Alegre de Sergipe    | 14 336                     |
| 37                          | Carmópolis                 | 13 853                     |
| 38                          | Santa Luzia do Itanhy      | 13 616                     |
| 39                          | Japoatã                    | 13 407                     |
| 40                          | Pacatuba                   | 12 502                     |
| 41                          | Tomar do Geru              | 12 012                     |
| 42                          | Malhador                   | 11 533                     |
| 43                          | Gararu                     | 11 096                     |
| 44                          | Santo Amaro das Brotas     | 11 092                     |
| 45                          | Moita Bonita               | 11 050                     |
| 46                          | São Domingos               | 10 327                     |
| 47                          | Arauá                      | 10 318                     |
| Menos de 10.000 habitantes  |                            |                            |
| 48                          | Rosário do Catete          | 9 295                      |
| 49                          | Nossa Senhora Aparecida    | 9 232                      |
| 50                          | Ilha das Flores            | 8 321                      |
| 51                          | Riachuelo                  | 8 311                      |
| 52                          | Pirambu                    | 7 913                      |
| 53                          | Brejo Grande               | 7 841                      |
| 54                          | Siriri                     | 7 834                      |
| 55                          | Muribeca                   | 7 822                      |
| 56                          | Pedrinhas                  | 7 396                      |
| 57                          | Santana do São Francisco   | 7 346                      |
| 58                          | Macambira                  | 6 838                      |
| 59                          | Nossa Senhora de Lourdes   | 6 268                      |
| 60                          | Feira Nova                 | 5 975                      |
| 61                          | Graccho Cardoso            | 5 834                      |
| 62                          | Pinhão                     | 5 677                      |
| 63                          | Cedro de São João          | 5 391                      |
| Menos de 5.000 habitantes   |                            |                            |
| 64                          | Itabi                      | 4 745                      |
| 65                          | Divina Pastora             | 4 340                      |
| 66                          | Santa Rosa de Lima         | 3 937                      |
| 67                          | Cumbe                      | 3 824                      |
| 68                          | Canhoba                    | 3 791                      |
| 69                          | Malhada dos Bois           | 3 579                      |
| 70                          | São Miguel do Aleixo       | 3 434                      |
| 71                          | Telha                      | 3 274                      |
| 72                          | São Francisco              | 3 243                      |
| 73                          | General Maynard            | 3 037                      |
| 74                          | Pedra Mole                 | 2 778                      |
| 75                          | Amparo de São Francisco    | 2 170                      |
| Total                       | Sergipe                    | 2 209 558                  |